# Région lémanique
Ne doit pas être confondu avec Bassin lémanique.
La région lémanique ou arc lémanique est une grande région suisse autour du Léman.
Selon la classification de l'Office fédéral de la statistique, elle correspond aux cantons de Genève, de Vaud et du Valais.
Le paysage de la région lémanique peut être considéré comme un paysage atteint par la californisation des paysages.